# Viertenige olifantspitsmuis
De viertenige olifantspitsmuis (Petrodromus tetradactylus)  is een zoogdier uit de familie van de springspitsmuizen (Macroscelididae). De wetenschappelijke naam van de soort werd voor het eerst geldig gepubliceerd door Wilhelm Peters in 1846.

## Voorkomen
De soort komt voor in delen van Afrika en leeft in de landen Congo-Kinshasa, Kenia, Malawi, Mozambique, Rwanda, Tanzania, Zambia, Zimbabwe, Zuid-Afrika en mogelijk in Angola en eSwatini.